# Сил (приток на Миньо)
Сил (на испански: Río Sil) е река в Северозападна Испания (автономни области Кастилия и Леон и Галисия), ляв приток на Миньо. Дължината ѝ е 238 km, а площта на водосборния ѝ басейн – 7982 km².

## Географска характеристика
Река Сил води началото си на 1678 m н.в. от южните склонове, в най-високата част на Кантабрийските планини, в северната част на провинция Леон, автономна област Кастилия и Леон. До град Парамо дел Сил е типична планинска река с тясна и дълбока долина и бързо течение. След това навлиза в хълмистата Понферадска котловина, където долината ѝ значително се разширява, а течението – успокоява. След устието на левия си приток Кабрера завива на запад и чрез величествен каньнон проломява Галисийските планини, където на места коритото ѝ е широко едва 30 – 50 m. На 9 km преди устието си излиза от каньона (преградната стена на язовира „Сан Естебан“) и се влива отлява в река Миньо на 108 m н.в., на 15 km североизточно от град Оренсе.
Водосборният басейн на Сил обхваща площ от 7982 km², което представлява 35,48% от водосброния басейн на Миньо. Речната ѝ мрежа е двустранно развита. На северозапад и югозапад водосборният басейн на Сил граничи с водосборните басейни на река Арноя и други по-малки, леви притоци на Миньо, а на север, изток, югоизток и юг – с водосборните басейни на реките Навия, Налан и Дуеро (от басейна на Атлантическия океан).
Основни притоци:
- леви – Боеса (62 km, 862 km²), Кабрера (63 km, 561 km²), Бибей (97 km, 1561 km²);
- десни – Куа (62 km), Лор (54 km, 372 km²), Кабе (56 km, 1577 km²)

Река Сил има снежно-дъждовно подхранване и ясно изразено пролетно пълноводие и лятно маловодие. Средният годишен отток в долното ѝ течение е 1000 m³/sec

## Стопанско значение, селища
Река Сил има важно хидроенергийно значение. По цялото ѝ течение е изградена каскада от 9 язовира (най-големи от които са „Барсена“ и „Сан Естебан“), водите на които се изполдват за производство на електроенергия, водоснабдяване и частично за напояване в Понферадската котловина.
Най-голямото селище по течението ѝ е град Понферада в провинция Леон.